# Titularbistum Septimunicia
Septimunicia (ital.: Settimunicia) ist ein Titularbistum der römisch-katholischen Kirche. 
Es geht zurück auf ein früheres Bistum in der römischen Provinz Byzacena in der Sahelregion des heutigen Tunesien.
| Titularbischöfe von Septimunicia |                        |                                                                                        |                   |                 |
| Nr.                              | Name                   | Amt                                                                                    | von               | bis             |
| 1                                | Joseph Lê Quy Thanh    | Koadjutorbischof von Phát Diêm (Demokratische Republik Vietnam)                        | 1963              | 7. Mai 1974     |
| 2                                | Kenneth Anthony Angell | Weihbischof in Providence (USA)                                                        | 9. August 1974    | 6. Oktober 1992 |
| 3                                | Basílio do Nascimento  | Apostolischer Administrator von Baucau Apostolischer Administrator von Díli (Osttimor) | 30. November 1996 | 6. März 2004    |
| 4                                | Emilio Layon Bataclan  | Weihbischof in Cebu (Philippinen)                                                      | 21. Juni 2004     |                 |